# Griseliniaceae
Griseliniaceae é uma família de plantas angiospérmicas (plantas com flor - divisão Magnoliophyta), pertencente à ordem Apiales.
É um género composto por 7 espécies de arbustos e árvores. Tem uma distribuição disjunta, nativo da Nova Zelândia e América do Sul. É um exemplo clássico de flora antártica.
Griselinia é o único género da família Griseliniaceae. No passado, era comummente colocada na família Cornaceae (ordem Cornales), mas os seus membros diferem desta última família em muitos aspectos. Evidências genéticas recentes, do Angiosperm Phylogeny Group, mostraram que a circunscrição correcta seria na ordem Apiales.
Espécies da Nova Zelândia
As duas espécies da Nova Zelândia são grandes arbustos ou árvores, de 4–20 m de altura. Os nomes comuns têm origem Māori.
- G. littoralis - Kapuka; folhas com 6–14 cm de comprimento.
- G. lucida - Akapuka; difere de G. littoralis por ter folhas maiores, de 12–18 cm de comprimento.

Espécies da América do Sul
As 5 espécies da América do Sul são arbustos de pequenas dimensões. São conhecidas vulgarmente por Yelmo.
- G. carlomunozii - costa norte do Chile (Antofagasta)
- G. jodinifolia - Chile
- G. racemosa - Sul do Chile (Los Lagos, Aisén) e adjacente Argentina (Chubut ocidental)
- G. ruscifolia - Argentina, Chile, sudeste do Brasil
- G. scandens - Sul e centro do Chile